# Hradčany, Brno-venkov
Hradčany là một làng thuộc huyện Brno-venkov, vùng Jihomoravský, Cộng hòa Séc.